# ROHDA
ROHDA is een korfbal-vereniging in Amsterdam, opgericht als AKC ROHDA in 1922.
R.O.H.D.A. staat voor "Recht Op Het Doel Af".

## Geschiedenis
In het voorjaar van 1921 werd het Sportpark "de Ruyter" geopend aan de Admiraal de Ruyterweg in Amsterdam-West. Behalve een speeltuin was daar ook een voetbalveld en achter dit veld lag een korfbalveld. Korfbal was in die tijd een nieuwe sport, uitgevonden door de Amsterdammer Nico Broekhuysen.
Friedus Scheveers, zoon van een bestuurslid van het Sportpark de Ruyter, kwam het eerst met het plan voor een korfbalvereniging op deze plek. In 1922 werd de AKC Rohda opgericht.
Het clubkostuum werd: een zwarte trui met gele baan over de borst en rug en een zwarte rok of broek, dus: zwart - geel -zwart.
Van 1930 tot 1962 speelde Rohda aan het Balboaplein.  Hier lag een grindveld, wat het voordeel had dat het de hele winter bespeelbaar was.
Het veld moest echter worden gedeeld met LUTO.  De club Rohda groeide in die tijd van vijf 12-tallen naar veertien 12-tallen.
Na de oprichting van een "schoolcommissie", die als taak had de schoolkinderen in de buurt te interesseren voor gratis korfbaltraining op woensdag- en zaterdagmiddag, werd Rohda de grootste korfbalvereniging van Nederland. Een houten gebouwtje in de Van Kinsbergenstraat diende als clubgebouw en werd "Ons Honk" genoemd.
In de Tweede Wereldoorlog (1940-'45) werd het terrein door de Duitsers bezet.
Rohda zwierf daarna van het ene naar het andere veld. In 1947 kreeg Rohda weer de beschikking over het terrein op het Balboaplein. Het verschil met de situatie van vóór de oorlog was, dat Rohda als enige club op het terrein ging spelen. Door het groeiende aantal leden ging Rohda beter korfballen en werd zo een bedreiging voor de toen vooraanstaande Amsterdamse korfbalclubs AKC Blauw-Wit en Westerkwartier.
De bedenker van het "microkorfbal", dat nu zaalkorfbal wordt genoemd, was Jo Amse.

## Sinds 2005
In 2005 werd de nieuwe Nederlandse zaalkorfbalcompetitie opgezet; de Korfbal League.
In het seizoen voorafgaand aan de Korfbal League, namelijk seizoen 2004-2005 degradeerde ROHDA uit de Hoofdklasse (voorganger Korfbal League). 
Vanuit de Hoofdklasse kan er promotie gemaakt worden naar de Korfbal League. ROHDA speelde in seizoen 2006-2007 in de Hoofdklasse maar degradeerde naar de Overgangsklasse.
In 2014 promoveerde ROHDA terug naar de Hoofdklasse om daar 6 seizoenen onafgebroken te spelen, todat het in seizoen 2019/2020 degradeerde

## Successen
- Nederlands kampioen veldcompetitie: 1956, 1959, 1961, 1963, 1966, 1983, 1990, 1991, 1992
- Nederlands kampioen zaalcompetitie: 1956, 1957, 1958, 1959, 1961, 1963, 1964, 1966, 1986, 1994
- Europa cup veldkorfbal: 1972, 1983
- Europa cup zaalkorfbal: 1986, 1994

## Bekende (oud) spelers en coaches
Een greep van bekende spelers en coaches van ROHDA:
- René Kruse
- Frits Wip
- Peter Schallenberg
- Ingeborg Meijerhoven
- Taco Poelstra
- Anton Poelstra
- Theo Korporaal
- Rinus Munnikes
- Ron Massing